# صفی‌کرد، گران‌بوی
صفی‌کرد، گران‌بوی (به ترکی آذربایجانی: Səfikürd) یک منطقهٔ مسکونی در جمهوری آذربایجان است که در شهرستان گران‌بوی واقع شده‌است. صفی‌کرد ۳٬۹۹۸ نفر جمعیت دارد.